# Leptotarsus (Macromastix) luteisubcostatus
Leptotarsus (Macromastix) luteisubcostatus is een tweevleugelige uit de familie langpootmuggen (Tipulidae). De soort komt voor in het Australaziatisch gebied.